# Isländische Fußballmeisterschaft der Frauen 1986
Die Isländische Fußballmeisterschaft der Frauen 1986 (isländisch 1. deild kvenna) war die 15. Austragung der höchsten isländischen Spielklasse im Frauenfußball. Sie startete am 31. Mai 1986 und endete am 6. September 1986. Sieben Mannschaften trafen im Doppelrundenturnier aufeinander. Valur Reykjavík gewann zum zweiten Mal die isländische Meisterschaft.

## Meisterschaft
Tabelle
| Pl. | Verein               | Sp. | S  | U | N  | Tore    | Diff. | Punkte |
| --- | -------------------- | --- | -- | - | -- | ------- | ----- | ------ |
| 1.  | Valur Reykjavík      | 12  | 12 | 0 | 0  | 054:400 | +50   | 36     |
| 2.  | Breiðablik Kópavogur | 12  | 10 | 0 | 2  | 042:120 | +30   | 30     |
| 3.  | ÍA Akranes           | 12  | 8  | 0 | 4  | 034:160 | +18   | 24     |
| 4.  | KR Reykjavík         | 12  | 6  | 0 | 6  | 022:220 | ±0    | 18     |
| 5.  | Keflavík ÍF          | 12  | 4  | 0 | 8  | 021:280 | −7    | 12     |
| 6.  | Þór Akureyri         | 12  | 2  | 0 | 10 | 013:340 | −21   | 06     |
| 7.  | Haukar Hafnarfjörður | 12  | 0  | 0 | 12 | 000:700 | −70   | 0      |

Kreuztabelle 
|                      |     | Breiðablik Kópavogur | ÍA Akranes | KR Reykjavík | Keflavík ÍF | Þór Akureyri | Haukar Hafnarfjörður |
| Valur Reykjavík      |     | 3:2                  | 1:0        | 1:0          | 6:0         | 2:0          | 8:0                  |
| Breiðablik Kópavogur | 1:3 |                      | 4:3        | 4:0          | 3:0         | 1:0          | 7:0                  |
| ÍA Akranes           | 1:5 | 0:1                  |            | 1:0          | 3:2         | 7:1          | 7:0                  |
| KR Reykjavík         | 0:5 | 1:5                  | 1:3        |              | 1:0         | 3:2          | 3:0                  |
| Keflavík ÍF          | 0:6 | 0:4                  | 1:2        | 1:2          |             | 3:1          | 5:0                  |
| Þór Akureyri         | 0:8 | 2:3                  | 0:3        | 0:3          | 0:1         |              | 2:0                  |
| Haukar Hafnarfjörður | 0:6 | 0:7                  | 0:4        | 0:8          | 0:8         | 0:5          |                      |

## Torschützenliste
| Platz | Spielerin             | Verein          | Tore |
| ----- | --------------------- | --------------- | ---- |
| 1.    | Kristín Arnþórsdóttir | Valur Reykjavík | 21   |
| 2.    | Karítas Jónsdóttir    | ÍA Akranes      | 19   |
| 3.    | Ingibjörg Jónsdóttir  | Valur Reykjavík | 12   |